# Didier Haudepin
Didier Haudepin (* 15. August 1951 in Paris) ist ein französischer Bühnen- und Filmschauspieler, Filmregisseur, Drehbuchautor, Filmproduzent und Filmarchitekt.

## Leben und Wirken
Haudepin begann bereits als Kind, Theater zu spielen und trat, noch keine zehn Jahre alt, erstmals vor die Filmkamera. Haudepin verkörperte in jungen Jahren Kinder und Jugendliche aller Arten (u. a. auch den jungen David Copperfield in einer Fernsehproduktion Mitte der 1960er Jahre), mehrfach mit typischen Pubertätsproblemen, auch noch zu Zeiten, als er dem Jugendalter längst entwachsen war: So spielte er 1973 im Alter von bereits 22 Jahren den wuschelköpfigen, 16-jährigen Pierre, der in der romantischen und erotischen Initiationsgeschichte Haben Sie Interesse an der Sache? unsterblich in die gleichaltrige Dina verliebt ist und allerlei Liebesirrungen und -wirrungen über sich ergehen lassen muss, ehe es zum zärtlichen „ersten Mal“ kommt.
In diesen Jahren sah man ihn auch in einer Fülle von Theaterstücken, etwa in Des clowns par milliers (1963) von Herb Gardner in einer Inszenierung von Raymond Rouleau am Théâtre du Gymnase Marie Bell, in La Ville dont le prince est un enfant (1967) von Henry de Montherlant in einer Inszenierung von Jean Meyer am Pariser Théâtre Michel, in Une poignée d’orties (1970) von Marc-Gilbert Sauvajon in einer Inszenierung von Jacques-Henri Duval am Théâtre de la Michodière, in Jean Anouilhs Le Directeur de l’Opéra (1972) in einer Inszenierung von Roland Piétri an der Comédie des Champs-Élysées sowie 1977 unter der Regie von Caroline Huppert in dem Stück On ne badine pas avec l’amour von Alfred de Musset am Théâtre des Bouffes du Nord.
Gegen Ende der 1970er Jahre konnte Haudepin den Jungspund-Rollen – letzte zentrale Rolle als Simone Signorets Sohn in der Fernsehserie Die Untersuchungsrichterin – allmählich entkommen und trat nach seinem kleinen Part als Catherine Deneuves Sekretär in Die geheimnisvolle Sekte (1979) kaum mehr vor die Kamera. Stattdessen begann er in sehr unregelmäßigen Abständen Filmregie zu führen, jedoch nur mit eher durchwachsenem Erfolg. Anfang der 1980er Jahre ist er überdies bei zwei Produktionen auch als Szenenbildner nachzuweisen. Bis 2012 besaß Didier Haudepin mit Bloody Mary Productions eine kleine Filmproduktionsfirma. In seiner nicht eben beeindruckenden aber dennoch intensiven Filmkarriere arbeitete Didier Haudepin mit einer beträchtlichen Anzahl angesehener und internationaler Regisseure zusammen, darunter Peter Brook, Juan Antonio Bardem, Jules Dassin, Jean Delannoy, Jean Negulesco, Luchino Visconti, Marcel Carné und Bertrand Tavernier.
Seine vier Jahre jüngere Schwester ist die Schauspielerin Sabine Haudepin.

## Filmografie
Als Schauspieler in Kinofilmen, wenn nicht anders angegeben
- 1960: Stunden voller Zärtlichkeit (Moderato cantabile)
- 1963: Alle, die da fallen (Tout ceux qui tombent) (Fernsehfilm)
- 1963: Das dritte Konzert (Le Troisième Concerto)
- 1963: Wie gefällt Ihnen meine Schwester? (Comment trouvez-vous ma sœur ?)
- 1964: Heimliche Freundschaften (Les Amitiés particulières)
- 1964: David Copperfield (Fernsehfilm)
- 1965: La Communale
- 1965: Cotolay
- 1965: Ubu roi (Fernsehfilm)
- 1965: Die Versuchung heißt Jenny (Los pianos mecánicos)
- 1967: Immer Ärger mit den Lümmeln (Top Crack)
- 1969: Hello – Goodbye
- 1970: Versprechen in der Dämmerung (La Promesse de l’aube)
- 1971: Mörder nach Vorschrift (Les Assassins de l’ordre)
- 1971: Das Pariser Appartement (A Time for Loving)
- 1971: Hellé
- 1972: Das Recht zu lieben (Le Droit d’aimer)
- 1973: Les Anges
- 1974: Haben Sie Interesse an der Sache? (Vous intéressez-vous à la chose)
- 1976: Die Unschuld (L’Innocente)
- 1976: Der Richter und der Mörder (Le Juge et l’assassin)
- 1977: Rendez-vous en noir (Fernsehserie)
- 1978: Guerres civiles en France
- 1978: Die Untersuchungsrichterin (Madame je juge, Fernsehserie)
- 1978: Flucht ins Exil (Les chemins de l’exil ou Les dernières années de Jean-Jacques Rousseau)
- 1978: Die geheimnisvolle Sekte (Écoute voir …)
- 1979: Paco l'infaillible
- 1980: The Mad Mustangs (Le bar du téléphone, nur Filmbauten)
- 1981: Fett schwimmt oben! (A bon beurre, Fernsehserie, nur Filmbauten)
- 1982: Du kannst mich mal (Pour cent briques, t’as plus rien)
- 1985: Elsa, Elsa! (auch Regie, Co-Drehbuch, Co-Produktion)
- 1986: La très bonne nouvelle (Kurzfilm)
- 1987: Engel aus Staub (Poussières d’ange, nur Drehbuchmitarbeit)
- 1992: Les Années Campagne
- 1993: Überdreht und durchgeknallt (Personne ne m’aime, nur Co-Produktion)
- 1994: Wenn Männer fallen (Regarde les hommes tomber, nur Co-Produktion)
- 1994: Le live de Cristal (nur Co-Drehbuch)
- 1995: Das schönste Alter (Le plus bel Âge, nur Regie, Co-Produktion, Co-Drehbuch)
- 1997: L’autre côté de la mer (nur Co-Produktion)
- 2000: Le harem de Mme Osmane (nur Co-Produktion)
- 2004: Inschallah – Ich zeig‘s euch (nur Co-Produktion)
- 2006: L’Escalier des prophètes (nur Regie)
- 2007: Die Unsanfte (Pas douce, auch Co-Produktion und Standfotografie)